# 방상시 탈
방상시 탈(方相氏 탈)은 서울특별시 용산구, 국립중앙박물관에 있는, 궁중에서 나례나 장례때 악귀를 쫓기위해 사용했던 탈이다. 1970년 3월 24일 대한민국의 국가민속문화재 제16호로 지정되었다.

## 개요
방상시탈은 궁중에서 나례나 장례때 악귀를 쫓기위해 사용했던 탈이다. 궁중에서는 임금의 행차나 사신의 영접 등의 행사 때 사용되었는데, 붉은 옷에 가면을 쓴 방상시 4명과 각종 가면을 쓴 사람들이 때리기도 하고 불이나 색깔 등으로 위협하여 악귀를 쫓는다. 일종의 연극처럼 보이기도 하는 이런 의식은 나라의 큰 일을 앞두고 무사태평을 기원하는 중요한 의식 중의 하나이었던 듯 싶다.
장례때에는 발인 행렬의 맨 앞에서 길을 안내하고, 묘지에 도착하면 시신이 들어갈 자리의 잡귀를 쫓는다. 이 때 사용한 탈은 종이와 나무로 만들어지는데 한 번 쓴 탈은 시신과 함께 묻거나 태워버린다. 이런 풍습은 중국 주(周)나라로 거슬러 올라가지만 우리나라에서도 이미 신라 5∼6세기경부터 장례 때 사용되었고, 악귀를 쫓는 의식에 사용하기 시작한 것은 고려 정종 6년(1040)부터 조선시대까지 이어졌던 것으로 보여진다.
방상시탈은 1970년 창덕궁 창고에서 장례용구와 함께 발견되었다. 길이 78cm, 너비 73cm의 대형 탈로서 소나무에 얼굴모양을 파고 4개의 눈과 코, 입, 눈썹 등을 새겼다. 웃는 얼굴에 깊게 패인 주름, 커다란 두 귀가 인상적이다. 눈썹에는 녹색과 붉은색을 칠한 흔적이 있으나 현재는 거의 나무색에 가까운 갈색이다.
조선시대에 만들어진 이 탈은 네 눈이 뚫려있지 않은 것으로 보아 실제 장례에 쓰던 것이라기 보다는 실물 크기로 제작된 모형이거나 궁중에서 악귀를 쫓던 의식용 탈로서 벽에 걸어두고 귀신을 쫓던 가면이 이었을 것으로 추측된다. 이 탈은 고려시대부터 사용했던 방상시 탈 중 현존하는 유일한 조선시대의 유물로서 장례 연구 및 민속 연희사 연구에 중요한 자료이다,

## 참고 자료
- 방상시 탈 - 국가유산청 국가유산포털